# Club Disco
A Club Disco Dannii Minogue ausztrál énekesnő ötödik stúdióalbuma. Az Egyesült Királyságban 2007. november 5-én, Ausztráliában 2008. május 27-én jelent meg. Az albumon hat kislemez szerepel, a You Won’t Forget About Me, a Perfection, a So Under Pressure, az I Can’t Sleep at Night, a He’s the Greatest Dancer és a Touch Me Like That.

## Számlista

### Standard kiadás
|     | Cím                                              | Szerző(k)                                                                                               | Producer(ek)              | Hossz |
| --- | ------------------------------------------------ | --- | ------------------------- | ----- |
| 1.  | Feel Like I Do                                   | Dannii Minogue, Jean-Claude Ades, Hannah Robinson                                                       | Jean-Claude Ades          | 3:51  |
| 2.  | Perfection (12" Mix)                             | Minogue, Rob Davis, Therese Grankvist, Julian Napolitano, Simon Langford, Peter Jackson, Gerald Jackson | Soul Seekerz              | 6:25  |
| 3.  | You Won’t Forget About Me (vs. Flower Power)     | Minogue, Bruce Elliot-Smith, Peter Hammond, Stefano Mazzacani, Andrea Jeannin, Robinson                 | Flower Power              | 3:44  |
| 4.  | Love Fight                                       | Minogue, Savan Kotecha, Jake Schulze                                                                    | The Location              | 3:05  |
| 5.  | I’m Sorry                                        | Minogue, Kotecha, Schulze                                                                               | The Location              | 3:25  |
| 6.  | Gone                                             | Minogue, Terry Ronald, Lee Monteverde, Michael Ward                                                     | LMC                       | 3:57  |
| 7.  | So Under Pressure                                | Minogue, Ronald, Monteverde, Ward                                                                       | LMC                       | 5:53  |
| 8.  | Good Times                                       | Minogue, Klas Wahl, Georgios Nakas, Carl Olsson, Grankvist, Per Stappe                                  | The Fourty4s              | 4:09  |
| 9.  | Sunrise                                          | Julian Gingell, Barry Stone, Minogue, Davis                                                             | Jewels & Stone, Rob Davis | 3:31  |
| 10. | He’s the Greatest Dancer                         | Nile Rogers, Bernard Edwards                                                                            | LMC                       | 3:05  |
| 11. | I Can’t Sleep at Night                           | Gingell, Stone, Minogue, Davis                                                                          | Jewels & Stone, Rob Davis | 3:28  |
| 12. | I Will Come to You                               | Nina Woodford, Minogue, Davis                                                                           | Rob Davis                 | 3:54  |
| 13. | I've Been Waiting for You                        | Ian Masterson, Ronald, Minogue                                                                          | Thriller Jill             | 4:36  |
| 14. | Round the World                                  | Minogue, Ian Masterson, Ronald                                                                          | Thriller Jill             | 3:33  |
| 15. | Do You Believe Me Now? (feat. Roger Sanchez)     | Roger Sanchez                                                                                           | Roger Sanchez             | 3:28  |
| 16. | Xanadu                                           | Jeff Lynne                                                                                              | Thriller Jill             | 5:44  |
| 17. | You Won’t Forget About Me (Afterlife Lounge Mix) | Minogue, Elliot-Smith, Hammond, Mazzacani, Jeannin, Robinson                                            | Flower Power              | 3:36  |
| 18. | I Can’t Sleep at Night (Afterlife Remix)         | Gingell, Stone, Minogue, Davis                                                                          | Jewels & Stone, Rob Davis | 5:44  |

- „Do You Believe Me Now?” nem szerepel az ausztrál kiadása és „Touch Me Like That” jelenik meg az első dal.

### Ausztrál bónuszlemez
|     | Cím                                                                 | Hossz |
| --- | ------------------------------------------------------------------- | ----- |
| 1.  | Touch Me Like That (feat. Jason Nevins) (Stonebridge Club Mix)      | 7:55  |
| 2.  | He’s the Greatest Dancer (Shapeshifters Remix)                      | 5:41  |
| 3.  | Perfection (feat. Soul Seekerz) (Seamus Haji & Paul Emmanuel Remix) | 7:56  |
| 4.  | So Under Pressure (Soul Seekerz Extended Mix)                       | 7:48  |
| 5.  | You Won’t Forget About Me (vs. Flower Power) (Discode Club Mix)     | 7:21  |
| 6.  | I Can’t Sleep at Night (Kenny Hayes Sunshine Funk Mix)              | 6:08  |
| 7.  | Touch Me Like That (feat. Jason Nevins) (Space Cowboy Remix)        | 5:34  |
| 8.  | He’s the Greatest Dancer (Riffs & Rays Remix)                       | 8:20  |
| 9.  | Perfection (feat. Soul Seekerz) (Koishii & Hush Remix)              | 7:54  |
| 10. | So Under Pressure (Steve Pitron Remix)                              | 7:12  |

### Kiegészítő anyagot
1. „So Under Pressure” (videó)
2. „I Can’t Sleep at Night” (videó)
3. „Perfection” (videó)
4. „You Won’t Forget About Me” (videó)

## Megjelenések
| Régió              | Dátum             | Formátum           | Kiadó                |
| ------------------ | ----------------- | ------------------ | -------------------- |
| Egyesült Királyság | 2007. november 5. | Digitális letöltés | All Around the World |
| Ausztrália         | 2008. május 27.   | CD                 | Central Station      |

## Külső hivatkozások
- Dannii Minogue hivatalos honlapja (angol nyelven)